# Jasper Blackall
Jasper Blackall est un skipper britannique né le 20 juillet 1920 à Londres dans le borough de Hackney et mort entre 2018 et 2020.

## Carrière
Jasper Blackall obtient une médaille de bronze olympique de voile en classe Sharpie 12 m2 avec Terence Smith aux Jeux olympiques d'été de 1956 de Melbourne à bord du Chuckles.